# Sandsjön (Vilhelmina socken, Lappland, 717671-154109)
Sandsjön är en sjö i Vilhelmina kommun i Lappland och ingår i Ångermanälvens huvudavrinningsområde. Sjön har en area på 0,132 kvadratkilometer och ligger 456,6 meter över havet.

## Delavrinningsområde
Sandsjön ingår i det delavrinningsområde (717888-153896) som SMHI kallar för Mynnar i Lomsjön. Medelhöjden är 393 meter över havet och ytan är 10,27 kvadratkilometer. Räknas de 3 avrinningsområdena uppströms in blir den ackumulerade arean 26,58 kvadratkilometer. Aronsjöbäcken som avvattnar avrinningsområdet har biflödesordning 3, vilket innebär att vattnet flödar genom totalt 3 vattendrag innan det når havet efter 278 kilometer. Avrinningsområdet består mestadels av skog (48 procent) och sankmarker (44 procent). Avrinningsområdet har 0,13 kvadratkilometer vattenytor vilket ger det en sjöprocent på 1,2 procent.